# Thlypopsis fulviceps
Thlypopsis fulviceps là một loài chim trong họ Thraupidae.